# Catalina Soto
Catalina Anais Soto Campos (Santiago, 8 april 2001) is een Chileense wielrenster. Sinds 2024 rijdt ze voor de Spaans-Baskische ploeg Laboral Kutxa-Fundación Euskadi. Hiervoor reed ze voor Bizkaia-Durango en in 2021 voor de Nederlandse opleidingsploeg NXTG Racing.
In juli 2021 nam ze namens Chili deel aan de Olympische Zomerspelen 2020 in Tokio, maar in de wegwedstrijd behaalde ze de finish niet. In 2022 werd ze Chileens kampioene tijdrijden bij de elite. In dat jaar won ze zilver op het Pan-Amerikaans kampioenschap op de weg.

## Palmares
2019
 Chileens kampioene op de weg, junior
 Chileens kampioene tijdrijden, junior
2022
 Chileens kampioene tijdrijden, elite
 Pan-Amerikaans kampioenschap op de weg, elite
2023
 Chileens kampioenschap tijdrijden, elite
 Chileens kampioenschap op de weg, elite
 Pan-Amerikaans kampioenschap op de weg, elite
2024
 Pan-Amerikaans kampioenschap op de weg, elite
2025
 Chileens kampioenschap op de weg, elite
 Chileens kampioenschap tijdrijden, elite

### Uitslagen in voornaamste wedstrijden
| Jaar | Milaan-San Remo | Gent-Wevelgem | Amstel Gold Race | Omloop Het Nieuwsblad | Le Samyn |  | WK op de weg |
| ---- | --------------- | ------------- | ---------------- | --------------------- | -------- |  | ------------ |
| 2020 |                 |               |                  | 38e                   | 16e      |  | 96e          |
| 2021 |                 | 51e           | opgave           | 46e                   | 79e      |  |              |
| 2022 |                 |               |                  |                       |          |  |              |
| 2023 |                 |               |                  |                       |          |  | opgave       |
| 2024 |                 |               |                  |                       |          |  | opgave       |
| 2025 | 103e            |               |                  |                       |          |  |              |